# Naissance en 1369
Naissance
- 1365
- 1366
- 1367
- 1368
- 1369
- 1370
- 1371
- 1372
- 1373

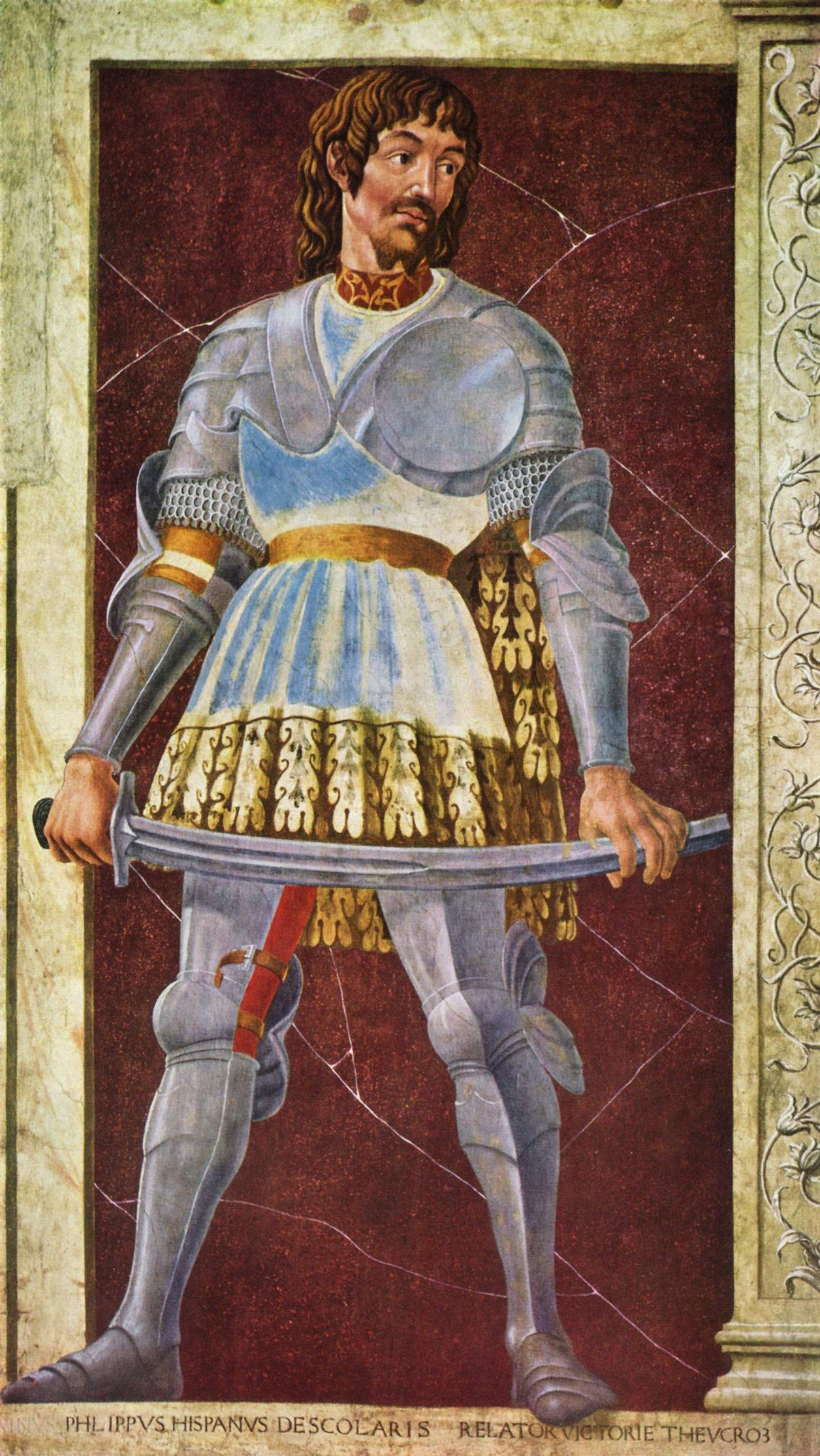
Pippo Spano, né en 1369.

Cette page dresse une liste de personnalités nées au cours de l'année 1369  :
- 28 mai : Giacomo Attendolo, militaire italien du XVe siècle, capitano di ventura, c'est-à-dire capitaine d'une compagnie de mercenaires.
- 20 juillet : Pierre de Luxembourg, cardinal français.

- Henri IX de Lubin, duc de  Brzeg (allemand: Brieg) conjointement avec son frère, duc de Lubin (allemand: Lüben), Chojnów (allemand: Haynau) et Oława (allemand Ohlau).
- Pierre de Luxembourg, cardinal français.
- Jean III de Nuremberg, burgrave de Nuremberg et margrave de Brandebourg-Kulmbach.
- Guerau Gener, peintre représentatif de la première période du gothique international en Catalogne.
- Saiyid Imad-ad-din Nassimi, fondateur de la poésie d’expression azerbaïdjanaise.
- Pippo Spano, condottiere italien et chef militaire de Hongrie.

## Crédit d'auteurs
- Cet article est partiellement ou en totalité issu de l'article intitulé « 1369 » (voir la liste des auteurs).